# Файет (окръг, Западна Вирджиния)
Окръг Файет (на английски: Fayette County) е окръг в щата Западна Вирджиния, Съединени американски щати. Площта му е 1730 km², а населението – 45 869 души (2012). Административен център е град Файетвил.